# Крыськив, Дмитрий Игоревич
Дми́трий И́горевич Кры́ськив (укр. Дмитро Ігорович Криськів; род. 6 октября 2000, Харьков) — украинский футболист, полузащитник донецкого «Шахтёра» и сборной Украины.

## Клубная карьера
Родился в Харькове. На выбор будущей профессии повлияло то, что Дмитрий жил недалеко от стадиона «Металлист» и ежедневно проходил мимо дорогой от дома к детскому саду. Так Дмитрий заинтересовался футболом, и мать отдала его в академию харьковского «Металлиста». Первыми тренерами будущего игрока были Виталий Сахно и Евгений Назаров, который, по словам Крыськова, фактически дал ему дорогу в футбол. В чемпионате ДЮФЛУ провел за «Металлист» 50 матчей, в которых отличился 19-ю голами.
В 2017 году, после исчезновения «Металлиста», стал игроком донецкого «Шахтёра», за который выступал в чемпионате ДЮФЛУ, юношеском (U-19) и молодёжном чемпионатах Украины. Кроме этого, в 2017—2019 годах провел в составе «горняков» 17 матчей в Юношеской лиге УЕФА. Был капитаном юношеской и молодёжной команд «Шахтёра». В сентябре 2020 года сыграл одну игру в молодежном чемпионате Украины за «Мариуполь» и однажды попал в заявку основного состава «азовцев» на матч Премьер-лиги, но на поле не выходил.
В начале октября 2020 года вернулся в Харьков, став игроком «Металлиста 1925» на условиях аренды из «Шахтёра». Дебютировал на профессиональном уровне 5 октября того же года на харьковском стадионе «Металлист» в игре Первой лиги против житомирского «Полесье» (0:0), проведя за харьковчан полный матч. Несколько источников отметили курьезный эпизод на 58-й минуте этого матча, когда Крыськов оступился и, чтобы не упасть и не потерять мяч, сделал кувырок. Первым голом за харьковчан отличился 21 октября 2020 в домашнем поединке чемпионата против краматорского «Авангарда» (2:1), забив второй мяч «Металлиста 1925» на 74-й минуте игры. Крыськов был признан сайтом SportArena и болельщиками «Металлиста 1925» лучшим игроком этого матча, а также попал в символическую сборную тура в Первой лиге. При достаточно высокой конкуренции Дмитрий смог стать игроком основной обоймы харьковского клуба. По итогам первого полугодия сезона 2020/21 игрок был включен в сборную Первой лиги по версии SportArena как центральный полузащитник № 2, а также попал в пятерку самых перспективных молодых игроков лиги по версии FootBoom и список открытий 2020 лиге, составленном «UA-Футбол». В мае 2021 года ПФЛ и «UA-Футбол» признали Дмитрия лучшим игроком апреля в Первой лиге. По итогам сезона, в котором Крыськов существенно помог «Металлисту 1925» получить бронзовые награды Первой лиги и повыситься в классе, игрок также попал в перечень главных открытий лиги.
25 июля 2021 дебютировал в Украинской премьер-лиге на стадионе «Металлист» в победном матче «Металлиста 1925» против львовского «Руха» (2:1). Крыськов вышел в стартовом составе и на 35-й минуте мощным ударом из-за пределов штрафной в дальний угол ворот забил второй гол «желто-синих». Благодаря удачной игре Дмитрий был включен в состав символических сборных 1-го тура УПЛ, составленных UA-Футбол и FootBoom. 22 октября 2021 года внес существенный вклад в домашнюю победу «Металлиста 1925» над «Ингульцом» (4:0), забив гол и отдав две голевые передачи — на Юрия Батюшина и Марлисона. По результатам экспертного опроса, проведенного УПЛ, Криськив был признан лучшим игроком 12-го тура. Кроме того, Дмитрий попал в сборные тура по версиям FootBoom и UA-Футбол, который также назвал полузащитника самым ценным игроком (MVP) тура.
1 июля 2022, после окончания срока арендного соглашения, покинул харьковский клуб.
19 октября 2022 дебютировал за донецкий «Шахтёр» в матче против ковалёвского «Колоса» (3:0), заменив на 76-й минуте Георгия Судакова.

## Карьера в сборной
Привлекался в состав юношеских сборных U-17 и U-19 и молодёжной сборной Украины. В частности, в 2017 году провел две игры в отборе к чемпионату Европы U-17, в 2019 году — три матча в квалификации к чемпионату Европы U-19.
В 2019 году также принимал участие в двух товарищеских матчах молодёжной сборной Украины — 5 июня 2019 против Кипра (3:0, вышел на замену на 60-й минуте)[26] на Турнире памяти Валерия Лобановского, а также 14 октября того же года против Греции (2:0, вышел на поле на 66-й минуте).
В конце мая 2021 года был вызван в молодёжную сборную ее главным тренером Русланом Ротанём накануне товарищеской игры против Турции. Крыськов стал единственным представителем Первой лиги в составе «молодёжки».
В составе молодёжной сборной Украины (до 21 года) принял участие в Чемпионате Европы по футболу среди молодёжных команд 2023, на котором команда дошла до полуфинала.
11 октября 2024 года дебютировал за сборную Украины в матче против Грузии (1:0).

## Достижения

### Командные
«Шахтёр» (Донецк)
- Чемпион Украины (2): 2022/23, 2023/24
- Бронзовый призёр чемпионата Украины: 2024/25
- Обладатель Кубка Украины (2): 2023/24, 2024/25

Сборная Украины
- Бронзовый призёр молодёжного чемпионата Европы: 2023

### Личные
- Лучший игрок месяца в «Шахтёре»: август 2023